# Панцершрек
Панцершрек (на немски: Panzerschreck, буквално „танков терор“ или „танков ужас“) е популярното име на Raketenpanzerbüchse (ракетна бронебойна пушка, RPzB). Оръжието е 88 mm калибър, противотанков ракетомет за многократна употреба, създаден от Нацистка Германия за нуждите и във Втората световна война. Друго популярно име на ракетомета е Ofenrohr („Кюнец“)
Оръжието се използва за противотанкова подкрепа на пехотата, като е произведено в много по-малко количество от Панцерфауст, което е ракетомет за еднократна употреба.

## Потребители
- Нацистка Германия
- Финландия
- Кралство Унгария
- Република Сало
- Полска съпротива
- Кралство Румъния
- Съветски съюз